# Woodlawn Township
Woodlawn Township est un ancien township, situé dans le comté de Monroe, dans le Missouri, aux États-Unis,.
Le township est fondé en 1854 et baptisé en référence à la communauté de Woodlawn (en).

### Source de la traduction
- (en) Cet article est partiellement ou en totalité issu de l’article de Wikipédia en anglais intitulé « Woodlawn Township, Moniteau County, Missouri » (voir la liste des auteurs).